# Столяров Сергій Дмитрович
Сергій Дмитрович Столяров (рос. Серге́й Дми́триевич Столяро́в; 1 листопада 1911 — 9 грудня 1969) — російський актор. Народний артист Росії (1969).
Працював у театрах Москви.

## Фільмографія
- «Любов і ненависть» (1935, син шахтаря),
- «Цирк» (1936, Мартинов),
- «Руслан і Людмила» (1938, Руслан),
- «Загибель «Орла»» (1941, Чистяков),
- «Садко» (1953, Садко),
- «Таємниця двох океанів» (1956, Воронцов Микола Борисович, командир підводного човна «Піонер»),
- Коли розходиться туман (1970, Генка Дьяконов)

та інших.
В українських стрічках:
- «Аероград» (1935, Володимир Глушак),
- «Моряки» (1939, Олександр Біляєв),
- «Блакитні дороги» (1947, Разговір),
- «Повість про перше кохання» (1957, Єгор Петрович),
- «Туманність Андромеди» (1967).